# Here's to the Good Times
Here's to the Good Times é o álbum de estreia da dupla de música country norte-americana Florida Georgia Line, lançado pela editora discográfica Republic Nashville em 4 de dezembro de 2012. O disco contém as cinco faixas do extended play (EP) It'z Just What We Do e seis novas gravações.

## Lista de faixas
| N.º            | Título                            | Compositor(es)                                                | Duração |  |
| 1.             | "Cruise"                          | Tyler Hubbard, Brian Kelley, Joey Moi, Chase Rice, Jesse Rice | 3:31    |  |
| 2.             | "Round Here"                      | Rodney Clawson, Chris Tompkins, Thomas Rhett                  | 3:35    |  |
| 3.             | "Get Your Shine On"               | Hubbard, Kelley, Clawson, Tompkins                            | 3:42    |  |
| 4.             | "Here's to the Good Times"        | Clawson, Tompkins, Lynn Hutton                                | 4:10    |  |
| 5.             | "It'z Just What We Do"            | Hubbard, Kelley, Clawson                                      | 3:38    |  |
| 6.             | "Stay"                            | Moi, John Fred Young, Chris Robertson, Jon Lawhon, Ben Wells  | 3:19    |  |
| 7.             | "Hell Raisin' Heat of the Summer" | Clawson, Tompkins, Craig Wiseman                              | 3:33    |  |
| 8.             | "Tell Me How You Like It"         | Hubbard, Kelley, Tompkins                                     | 3:46    |  |
| 9.             | "Tip It Back"                     | Hubbard, Kelley, Clawson                                      | 3:44    |  |
| 10.            | "Damn, Baby"                      | Hubbard, Kelley, Clawson, David Lee Murphy                    | 3:25    |  |
| 11.            | "Party People"                    | Luke Laird, Shane McAnally, J. T. Harding                     | 3:39    |  |
| Duração total: | Duração total:                    | Duração total:                                                | 40:00   |  |

| Edição deluxe |               |         |  |
| N.º           | Título        | Duração |  |
| 12.           | "Cruise"      | 3:51    |  |
| 13.           | "Round Here"  | 4:04    |  |
| 14.           | "Cruise"      | 3:48    |  |
| 15.           | "Tip It Back" | 3:31    |  |
| 16.           | "Round Here"  | 4:04    |  |
| 17.           | "Tip It Back" | 3:47    |  |

## Desempenho
| Tabela (2012)                  | Melhor posição |
| ------------------------------ | -------------- |
| Austrália (ARIA)               | 65             |
| Canadá (Billboard)             | 8              |
| Estados Unidos (Billboard 200) | 10             |
| Estados Unidos (Country)       | 3              |

## Histórico de lançamento
| País           | Data                  | Formato          | Gravadora          |
| -------------- | --------------------- | ---------------- | ------------------ |
| Canadá         | 4 de dezembro de 2012 | Download digital | Republic Nashville |
| Estados Unidos | 4 de dezembro de 2012 | Download digital | Republic Nashville |